# Клайн, Линда
Ли́нда Клайн (англ. Linda Klein) — американская медсестра, актриса

, телепродюсер и телережиссёр

. Номинантка на премию «Эмми» (2007) в категории «Лучший драматический сериал» за медицинскую драму «Анатомия страсти» (2005—2024).

## Карьера
Будучи дипломированной медсестрой, Клайн выступает медицинским консультантом различных фильмов и телесериалов, а также играет в них медицинских работников, начиная с 1983 года. Она появилась в таких фильмах и телесериалах как «Доктор Дуги Хаузер» (1989—1992), «Смерти вопреки» (1990), «Надежда Чикаго» (1994—1999), «Очень дикие штучки» (1998), «Клиент всегда мёртв» (2001), «Военно-юридическая служба» (2001), «24 часа» (2001), «Бостонская школа» (2001—2002), «Части тела» (2003—2010), «Детектив Монк» (2004) и «Анатомия страсти» (2005—2024).
Клайн выступила продюсером и режиссёром нескольких телесериалов. В 2007 году она была номинирована на премию «Эмми» в категории «Лучший драматический сериал» за «Анатомию страсти».

## Фильмография
| Год       |     | Русское название          | Оригинальное название          | Роль                                                        |
| --------- | --- | ------------------------- | ------------------------------ | ----------------------------------------------------------- |
| 1988      | с   | Семейные узы              | Family Ties                    | анастезиолог                                                |
| 1989      | с   | Соловьи                   | Nightingales                   | медсестра                                                   |
| 1989—1992 | с   | Доктор Дуги Хаузер        | Doogie Howser, MD              | медсестра Клайн                                             |
| 1990      | ф   | Смерти вопреки            | Hard to Kill                   | медсестра                                                   |
| 1993—1994 | с   | Полиция Нью-Йорка         | NYPD Blue                      | дежурная / фельдшер скорой помощи                           |
| 1994—1999 | с   | Надежда Чикаго            | Chicago Hope                   | операционный техник / медсестра №3 / операционная медсестра |
| 1997      | с   | Прикосновение ангела      | Touched by an Angel            | медсестра                                                   |
| 1997      | с   | Южный Бруклин             | Brooklyn South                 | медсестра №2                                                |
| 1998      | ф   | Очень дикие штучки        | Very Bad Things                | врач №3                                                     |
| 2001      | с   | Клиент всегда мёртв       | Six Feet Under                 | врач родильного отделения                                   |
| 2001      | с   | Военно-юридическая служба | JAG                            | санитарка №2                                                |
| 2001      | с   | 24 часа                   | 24                             | хирургическая медсестра                                     |
| 2001—2002 | с   | Бостонская школа          | Boston Public                  | медсестра                                                   |
| 2002      | с   | Медики                    | MDs                            | медсестра хирургического отделения                          |
| 2003      | ф   | Фрэнки и Джонни женаты    | Frankie and Johnny Are Married | парамедик «Надежды Чикаго»                                  |
| 2003—2010 | с   | Части тела                | Nip/Tuck                       | медсестра Линда                                             |
| 2004      | с   | Детектив Монк             | Monk                           | медсестра                                                   |
| 2005      | кор | Голубая Луна              | Blue Moon                      | Линда                                                       |
| 2005—2020 | с   | Анатомия страсти          | Grey's Anatomy                 | операционная медсестра Линда                                |
| 2006—2007 | с   | Огни ночной пятницы       | Friday Night Lights            | медсестра                                                   |
| 2016      | ф   | День патриота             | Patriots Day                   | хирург Тамерлана                                            |